# Восточный (порт)
Порт Восто́чный (прежде официально утверждённое название — Восточный Порт) — российский морской порт федерального значения в бухте Врангеля залива Находка Японского моря. Входит в крупнейший транспортный узел России на Тихом океане «Восточный-Находка». Грузооборот в 2013 году составил 48,3 млн тонн, в 2023 году — 86,6 млн тонн. Третий по грузообороту порт России, и крупнейший порт на Тихоокеанском побережье.
Связан с Транссибирской железнодорожной магистралью линией Угловая-Находка. Расположен на территории городского округа Находка.

## История
В 1968 году на месте будущего морского порта были начаты проектно-изыскательские работы. Строительство началось 16 декабря 1970 года, в апреле 1971 года было объявлено Всесоюзной ударной комсомольской стройкой, находилось под контролем ЦК КПСС. Планировалось возвести 64 причала протяжённостью 15 километров, для рабочих нового порта построить город-спутник на 50 тыс. жителей; грузооборот порта должен был составить 40 млн тонн в год. В декабре 1973 года в новом порту под погрузку встало первое судно — лесовоз «Шадринск». В мае 1976 года вступил в строй контейнерный терминал. Строительство угольного терминала мощностью 6 млн тонн в год началось в 1975 году, первый уголь отгружен в декабре 1978 года.
В 1996 году были сданы в эксплуатацию первые объекты второй очереди угольного терминала. Полный ввод в строй второй очереди увеличил его мощность до 25 млн тонн в год.
В декабре 2009 года торжественно открыт «Спецморнефтепорт Козьмино».
В 2012 году началось строительство Третьей очереди угольного терминала. Запуск третьей очереди состоялся в сентябре 2019 года. Третья очередь увеличила мощности угольного терминала до 50-55 млн тонн в год.

## Портовые власти
Государственный контроль обеспечения безопасности мореплавания и порядка в порту осуществляет федеральное государственное учреждение «Администрация морского порта Восточный», возглавляемое капитаном порта Восточный.
Ведомственный контроль и надзор за исполнением российского законодательства в порту также осуществляют: Находкинская транспортная прокуратура,Находкинский линейный отдел внутренних дел на транспорте, Находкинская служба территориального управления ФСБ России, находкинское отделение территориального управления Россельхознадзора, Находкинская таможня.

## Операторы терминалов
| Оператор                           | Функция терминала | Площадь терминала (га) | Количество причалов | Длина причального фронта (м) | Пропускная способность (тыс. тонн в год) |
| ---------------------------------- | ----------------- | ---------------------- | ------------------- | ---------------------------- | ---------------------------------------- |
| Восточный порт                     | угольный          | 65,46                  | 6                   | 1618                         | 15 107                                   |
| Транснефть – Порт Козьмино         | нефтеналивной     | 11,03                  | 2                   | 442                          | 30 000                                   |
| Восточная стивидорная компания     | контейнерный      | 70,9                   | 4                   | 1284                         | 7800                                     |
| Восточно-уральский терминал        | универсальный     | 10,82                  | 1                   | 218                          | 2500                                     |
| Восточный нефтехимический терминал | нефтеналивной     | 4,4                    | 1                   | 206                          | 1300                                     |
| Малый порт                         | угольный          | 0,0035                 | 3                   | 353                          | 1168                                     |
| Топливно-бункерная компания        | нефтеналивной     | 0,3                    | 1                   | 60                           | 300                                      |
| Восточный лесной порт              | универсальный     | 1,05                   | 1                   | 150                          | —                                        |

За Восточным филиалом «Росморпорта» также закреплено 1,5 причала порта.

## Показатели деятельности
| Грузооборот: | Грузооборот: | Грузооборот: | Грузооборот: | Грузооборот: | Грузооборот: | Грузооборот: | Грузооборот: | Грузооборот: |
| ------------ | ------------ | ------------ | ------------ | ------------ | ------------ | ------------ | ------------ | ------------ |
| год          | 2005         | 2010         | 2015         | 2016         | 2017         | 2018         | 2022         | 2023         |
| млн тонн     | 20,2         | 35,6         | 65,2         | 68,5         | 69,2         | 69,2         | 82,3         | 86,6         |

## Поставки в КНДР
По информации британского исследовательского центра Royal United Services Institute (RUSI), Россия поставляет КНДР нефть в нарушение международных санкций. Нефть перевозится танкерами из порта «Восточный» в корейский порт Чхонджин.